# Oficina de Propaganda i Premsa a París
Oficina de Propaganda i Premsa a París o Oficina Catalana de París fou un servei de propaganda fundat el 1937 a París per Joan Estelrich i Artigues i finançada per Francesc Cambó i Joan Llonch i Salas, empresari sabadellenc. Deixà de funcionar el 1940, amb l'ocupació nazi de França.
Fou creada per un suggeriment l'octubre de 1936 en una reunió a Burgos de Joan Ventosa i Calvell i Joan Ribó. El gener de 1937 contactaren a París amb Xavier Ribó, administrador de Cambó, Estelrich, Felip Rodés, Octavi Saltor i l'ambaixador franquista a París José Quiñones de León, per tal que el nou règim franquista es guanyés la simpatia de l'opinió pública francesa. En foren nomenats Llonch cap de l'oficina, Ribó administrador, Estelrich director de publicacions i Saltor encarregat dels informes confidencials. Poc després s'hi incorporà Joaquim Reig i Rodríguez. Tenia la seu a l'Avenue de la Bourdonnais, casa de Ribó.
El 27 de febrer 1937 publica el primer Boletín de Información Española, i el 10 de març edició en francès. A poc a poc s'hi incorporaren Vicenç Solé de Sojo, Joaquim Pellicena i Camacho, Valentí Castanys i Borràs, Joan Ribot i Casablancas, Joan Costa y Deu, Josep M. Costa i Ruiz, Montserrat Ribera, Pere Vintró i Serret, les germanes Carme i Remei Soler i Ferran, Joaquim Reig Rodríguez i altres exiliats, la majoría militants de la Lliga Catalana, ex Lliga Regionalista. L'octubre editaren la revista Occident en francès (1937-1939). Tot i el seu important paper de suport al nou règim va tenir inicialment males relacions amb l'Agence d'Informations Franco-Espagnoles (AIE), que era l'oficial de les autoritats de Salamanca.
El maig de 1938 Llonch deixa el càrrec en mans de Jesús Pabón, biògraf de Cambó. L'oficina establí contactes a Suïssa (Joan A. Parpal i Bruna), Gènova (Joan Costa i Deu), Roma (Ramon d'Abadal i Manuel Brunet), Vaticà (A.M. Albareda), i altres. També hi col·laboraren intel·lectuals espanyols com Gregorio Marañón, de qui publicaren Libéralisme et Communisme. En marge de la guerre civil espagnole el 1938.
Occident, que es publicà fins al 1940, volia atraure intel·lectuals dretans francesos. Va rebre suport de Paul Claudel i dels caps d'Action Française, Charles Maurras i el nord-català Robert Brasillach, però no el de Jacques Maritain, ni el de François Mauriac ni el de Georges Bernanos. A Anglaterra, van rebre el suport de Charles Sarolea i Edgar Allison Peers, i a Holanda el de Petrus B. De Meyer. Entre les informacions més destacades, hi hagué el desembarcament d'Alberto Bayo a Mallorca i la persecució religiosa. Però el més famós fou l'estudi d'Estelrich La persecució religiosa a Espanya (traduït al castellà, francès, anglès, italia, romanès, txec), escrit amb informacions de fugits com Antoni Ramon i Arrufat, monjo de Montserrat, que li donà noms dels màrtirs de Montserrat (uns 30). També hi publicà Le drame du Pays Basque, La justice du Front Popular i Méditation en Espagne.